# Rebricea
Rebricea – wieś w Rumunii, w okręgu Vaslui, w gminie Rebricea. W 2011 roku liczyła 472 mieszkańców.